# Persone di nome María/Cestiste
| Questa pagina contiene informazioni ricavate automaticamente dalle voci biografiche con l'ausilio del template Bio e di un bot. L'aggiornamento è periodico e automatico e ricostruisce completamente la pagina. Se manca una persona in questa lista, sei pregato di non aggiungerla, ma accertati piuttosto che la sua voce biografica contenga il template Bio e che i dati anagrafici siano correttamente compilati. Se il template Bio manca, inseriscilo tu stesso o, in alternativa, metti l'avviso {{tmp\|Bio}} che ne segnala la mancanza. Se i dati riportati sono sbagliati, correggi direttamente la voce biografica; le modifiche saranno visibili in questa lista entro pochi giorni. Per chiarimenti vedi il progetto antroponimi. La lista contiene solo le 56 persone che sono citate nell'enciclopedia e per le quali è stato implementato correttamente il template Bio. Pagina aggiornata al 7 feb 2025. |

Questa è una lista di persone presenti nell'enciclopedia che hanno il nome María e sono cestiste.

## A(3)
- Piluca Alonso, ex cestista spagnola (León, n. 1968)
- Ángeles Araújo, ex cestista spagnola (Vigo, n. 1964)
- Belén Arrojo, cestista spagnola (Granada, n. 1995)

## B(3)
- Geni Barnola, ex cestista spagnola (Barcellona, n. 1959)
- Emma Bezos, ex cestista spagnola (Benavente, n. 1967)
- María Boisset, ex cestista cilena (n. 1937)

## C(8)
- Celeste Cabañez, cestista argentina (Mendoza, n. 1986)
- Pepa Calvet, ex cestista spagnola (Lleida, n. 1956)
- Carlota Castrejana, ex cestista e ex triplista spagnola (Logroño, n. 1973)
- Maite Cazorla, cestista spagnola (Las Palmas de Gran Canaria, n. 1997)
- María Clavería, ex cestista cilena (Santiago del Cile, n. 1939)
- María Comba, ex cestista argentina (Marcos Juárez, n. 1964)
- María Conde, cestista spagnola (Madrid, n. 1997)
- Marica Corral, ex cestista messicana (Valle de Allende, n. 1956)

## D(1)
- María de los Santos, ex cestista cubana (n. 1959)

## E(1)
- Ñeca Escobar, cestista paraguaiana (Asunción, n. 1934 - † 2020)

## F(4)
- Carmen Famadas, cestista spagnola (Argentona, n. 1944 - Argentona, † 2024)
- Alejandra Fernández, ex cestista argentina (Carcarañá, n. 1976)
- Beba Flechelle, ex cestista e ex pallavolista peruviana (Lima, n. 1937)
- Carmen Fraile, ex cestista spagnola (Palencia, n. 1956)

## G(2)
- María Gallardo, cestista cilena (Osorno, n. 1925 - Osorno, † 1992)
- Begoña García, ex cestista spagnola (Cadice, n. 1976)

## L(8)
- Gimena Landra, ex cestista argentina (Viale, n. 1983)
- María Elena León, ex cestista cubana (Santa Clara, n. 1967)
- Cecilia Liñeira, ex cestista argentina (Buenos Aires, n. 1983)
- Nieves Llamas, ex cestista spagnola (Arcos de la Frontera, n. 1977)
- Nieves Lobón, ex cestista spagnola (Valladolid, n. 1970)
- Estela López, cestista paraguaiana (Asunción, n. 1942 - † 2009)
- María Ester López, cestista paraguaiana (n. 1934 - † 2004)
- Maribel Lorenzo, cestista spagnola (Vigo, n. 1946 - Santiago di Compostela, † 1981)

## M(5)
- Concepción Marrero, ex cestista spagnola (Santa Cruz de Tenerife, n. 1955)
- Carmen Martínez, cestista spagnola (Vigo, n. 1960 - Vigo, † 2015)
- Rosa Monsalve, ex cestista spagnola (Granada, n. 1956)
- Elena Moreno, ex cestista spagnola (San Sebastián, n. 1959)
- María Moret, ex cestista cubana (n. 1961)

## N(1)
- Conchi Navío, ex cestista spagnola (Madrid, n. 1956)

## O(1)
- Teresa Olivera, ex cestista cubana (n. 1952)

## P(4)
- Lucila Pascua, ex cestista spagnola (Sabadell, n. 1983)
- María Pastorino, cestista argentina (n. 1934 - † 2011)
- Ismenia Pauchard, cestista cilena (Traiguén, n. 1932 - Caburgua, † 2004)
- María Pina, cestista spagnola (Valencia, n. 1987)

## R(5)
- María Elena Ramírez, ex cestista messicana (Città del Messico, n. 1958)
- María Revuelto, ex cestista spagnola (Soria, n. 1982)
- Oranda Rodríguez, ex cestista spagnola (Las Palmas de Gran Canaria, n. 1970)
- Pilar Rubiales, ex cestista spagnola (n. 1960)
- Teté Ruiz, ex cestista spagnola (Madrid, n. 1965)

## S(5)
- Loli Sánchez, ex cestista spagnola (Madrid, n. 1964)
- Rosa Sánchez, ex cestista spagnola (Barcellona, n. 1962)
- María Luisa Serret, cestista cubana († 2008)
- María Antonia Socías, ex cestista argentina (Santa Fe, n. 1961)
- Pilar Sueyras, ex cestista peruviana (Lima, n. 1960)

## T(1)
- Pilar Tenorio, ex cestista ecuadoriana (Esmeraldas, n. 1950)

## V(3)
- Pilar Valero, cestista e allenatrice di pallacanestro spagnola (Saragozza, n. 1970 - Saragozza, † 2022)
- María Villarreal, cestista cilena (n. 1934 - † 2024)
- María Villarroel, ex cestista venezuelana (Margarita, n. 1978)

## X(1)
- Mar Xantal, ex cestista spagnola (Badalona, n. 1973)